# 混等
混等（Khun Tueng，746年—834年），傣族历史传说人物，勐卯君主。在部分版本的编年史中，混等是勐卯的建立者:3。《生威编年史》中，混等被记作混东罕（Hkun Tung Hkam）。《白虎传》则将混等记作萨帕纳:51。
傣文史书记载的混等生平充满传奇色彩，真实的混等应是勐卯崛起的地方领袖、依附于南诏国，混等可能是《南诏德化碑》碑阴所列文武大臣名单中的“赵龙细利”:58。

## 生平
据《银云瑞雾的勐果占璧简史》，混等生平如下：
混等的父亲“艾”是姐东村（今属瑞丽市勐卯镇）农民，艾与龙王的公主相爱，公主生下一颗蛋，蛋裂开后出现了一个小男孩，但因不是龙种，不能在水中生活，龙公主就让艾带着小男孩回到陆地上。艾的父母为小男孩取名“混等”，意为“回水潭的公子”。混等16岁时，南诏君主为公主招驸马，公主在洱海中的金梭岛上，应招者不用桥梁、不用船筏、不能凫水，第一个上岛的人才能被招为驸马。混等在母亲龙公主的帮助下，踏着水面走上岛，成功被招为东床驸马。公元762年，南诏君主敕封混等为勐卯王，令其管理傣族地方，南诏君主率部分皇亲国戚、大臣，带领众多工匠、百姓和军队送混等到勐卯就职，南诏君主还帮助混等在“等贺”修建了王宫和王城。混等在勐卯做了72年国王，公元834年离世，享寿88岁。:6-15
《生威编年史》记载的混等生平与《勐果占璧简史》大致相同。